# Pan (China)
Kaiserin Pan (潘皇后, Geburtsname unbekannt; † 252) war eine Kaiserin der Wu-Dynastie zur Zeit der Drei Reiche. Sie war die erste Kaiserin dieser Dynastie, und die einzige Gemahlin des Kaisers Sun Quan, obwohl er vorher eine Reihe von Gattinnen hatte.
Kaiserin Pan stammte aus der Kuaiji-Kommandantur (會稽, im heutigen Zhejiang). Ihr Vater war ein niederer Beamter, der aus unbekanntem Grund hingerichtet wurde. Pan und ihre ältere Schwester wurden zur Arbeit in der kaiserlichen Textilherstellung gezwungen. Als Kaiser Sun Quan sie einst erblickte, war er von ihrer Schönheit überwältigt. Er nahm sie als Konkubine an, und sie gebar ihm 243 seinen jüngsten Sohn Sun Liang. Im Jahre 250 setzte Sun Quan den damaligen Kronprinzen Sun He nach dessen Streit mit seinem Bruder Sun Ba ab und ernannte stattdessen Sun Liang zum Kronprinzen. Im Jahre 251 erhob er seine Konkubine Pan zur Kaiserin.
Als Sun Quan 252 dem Tod nahe war, wurde Kaiserin Pan unter ungeklärten Umständen ermordet. Beamte der Wu behaupten, dass ihre Diener sie im Schlaf erwürgten, weil ihr Temperament sie überforderte. Einige Historiker – darunter auch Hu Sansheng (胡三省), ein Kommentator von Sima Guangs Zizhi Tongjian – nehmen an, dass die Beamten in den Mord verstrickt waren, weil sie befürchteten, dass Kaiserin Pan nach Sun Quans Tode als Kaiserinwitwe die Macht ergreifen würde.
Nachdem Sun Quan im selben Jahr gestorben war, wurden die beiden gemeinsam bestattet.
| Vorgänger                 | Amt                                   | Nachfolger |
| ------------------------- | ------------------------------------- | ---------- |
| Cao Jie                   | Kaiserin von China (Südosten) 251–252 | Quan       |
| keine; Dynastie begründet | Kaiserin der Wu-Dynastie 251–252      | Quan       |

| Personendaten    | Personendaten                        |
| ---------------- | ------------------------------------ |
| NAME             | Pan                                  |
| ALTERNATIVNAMEN  | 潘皇后 (chinesisch)                  |
| KURZBESCHREIBUNG | chinesische Kaiserin der Wu-Dynastie |
| GEBURTSDATUM     | vor 243                              |
| STERBEDATUM      | 252                                  |